# Museo archeologico di Coo
Il Museo archeologico di Coo (in greco Αρχαιολογικό Μουσείο Κω?, Archaiologikó Mouseío Ko) è situato a Coo, capoluogo della omonima isola dell'arcipelago del Dodecaneso, è uno dei musei della Grecia.

## Storia
Il 23 aprile 1933, durante il periodo di occupazione italiana dell'isola, si verificò un terremoto che provocò ingenti danni, ma fu l'occasione anche per realizzare un vasto programma di scavi archeologici e costruire nuovi edifici pubblici. Per questo motivo su progetto del 1934 di Rodolfo Petracco, fu costruito nel 1936 l'edificio del museo in stile razionalista, in un luogo dove sono presenti anche i resti di un muro ellenistico che si possono vedere nel seminterrato. Dopo un recente progetto di ristrutturazione e ri esposizione durante il quale Il museo è rimasto chiuso per diversi anni, è stato riaperto nel 2016, ma un altro terremoto avvenuto il 21 luglio 2017 ha causato danni ad alcuni dei pezzi scultorei in mostra.

## Collezioni
Questo museo contiene una collezione di oggetti provenienti dagli scavi sull'isola, oltre a vecchi edifici pubblici. Tra le sculture ed i mosaici che ospita, c'è una testa di Hera del II secolo a.C., una stele funeraria con rappresentazione di leoni, un'altra stele funeraria dove è rappresentata una scena di un simposio, una statua di un atleta del III secolo a.C., una testa di Alessandro Magno, un torso maschile, una grande statua che potrebbe rappresentare Ippocrate, le statue di Demetra, Persefone e Atena di epoca ellenistica da un santuario, diverse statue di divinità di epoca romana, un mosaico con la rappresentazione dell'arrivo di Asclepio sull'isola e un altro mosaico dove è rappresentato il fondo del mare.
Sono conservati anche pezzi di ceramica che coprono periodi dal Neolitico all'epoca romana, compresi pezzi minoici, micenei e altri pezzi del sito dell'età del bronzo del Serraglio. Altri reperti archeologici presenti nel museo sono oggetti di vita quotidiana - utensili da cucina, utensili per la pulizia, vestiti, decorazioni, giocattoli e altri che illustrano le usanze funebri. Uniche sono alcune palline di pigmento "Blu egizio" che sono state trovate nell'agorà.

## Galleria d'immagini

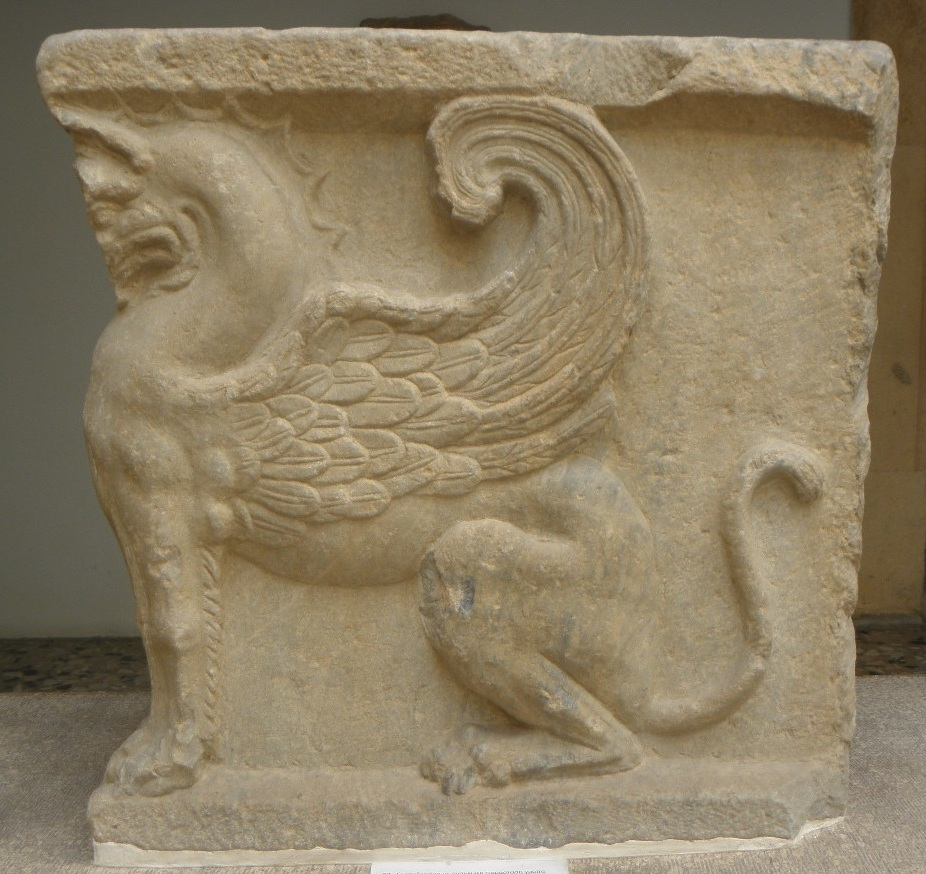
Elemento architettonico con la rappresentazione di un Grifone.
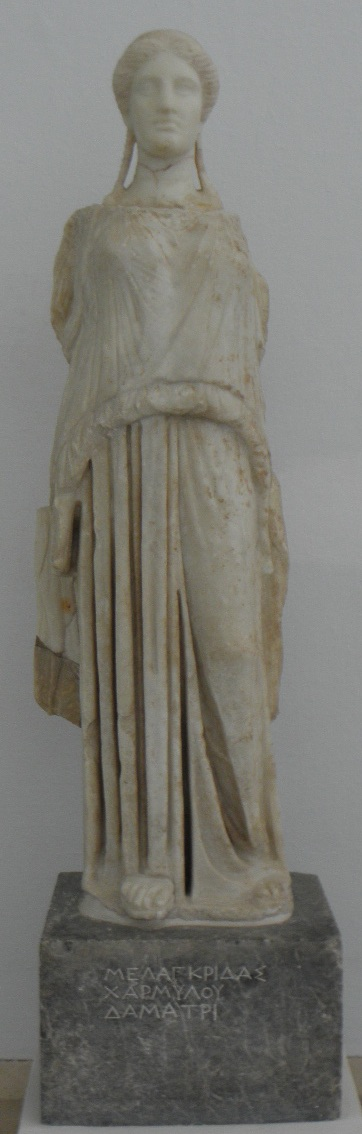
Statua di Demetra
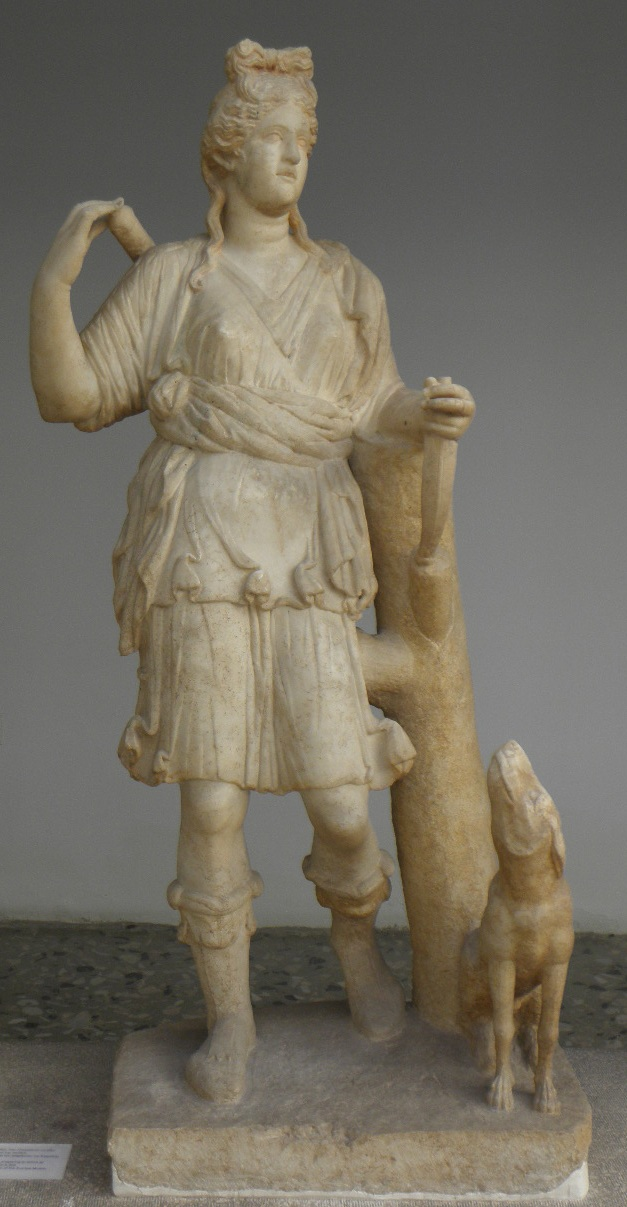
Statua di Artemide
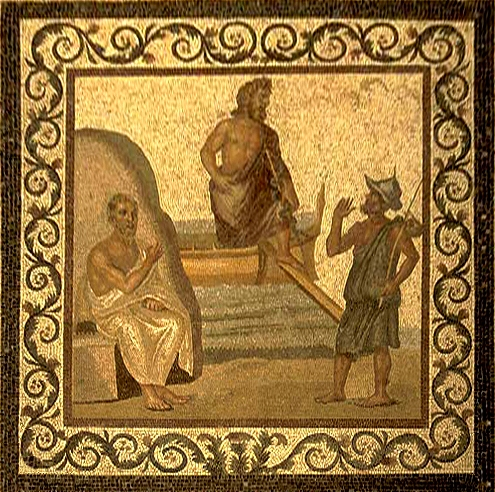
Mosaico romano con la rappresentazione dell'arrivo di Asclepio sull'isola, ricevuto da Ippocrate e da un cittadino.